# 제2차 세계 대전 연표 (1940년)
 제2차 세계 대전 연표 (1940년)는 제2차 세계 대전 1940년 중 있었던 사건, 전투 등을 정리해 나타낸 연표이다.
- 3월 13일: 소련 모스크바 평화 조약으로 제1차 소련-핀란드 전쟁 종결
- 4월 9일: 히틀러가 덴마크, 노르웨이 공격을 명령하고 독일군이 덴마크를 점령
- 4월 9일: 노르웨이에서 비드쿤 크비슬링의 쿠데타로 친독일 정권이 세워짐

됭케르트 해안에서 철수하는 영국군

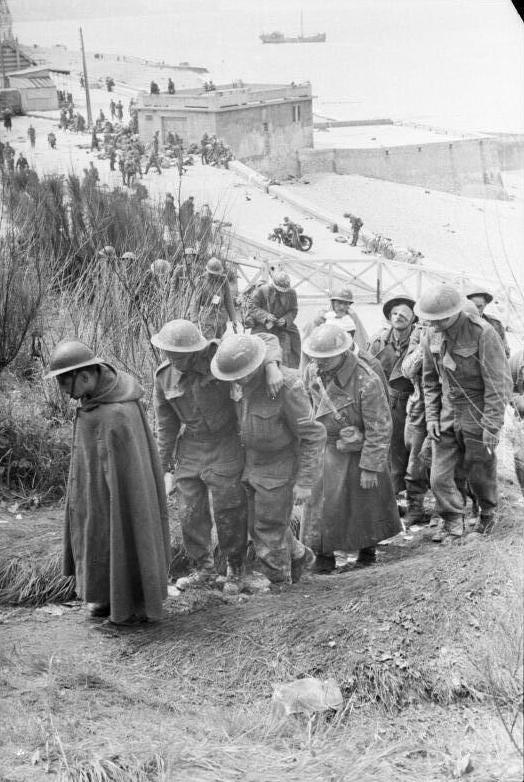
됭케르크의 영국군과 프랑스군 포로

- 5월 10일: 독일군이 서부 전선으로 총진격해 네덜란드, 벨기에, 룩셈부르크로 진격
- 5월 14일: 독일군이 프랑스 마지노선을 돌파
- 5월 15일: 네덜란드가 독일군에 항복함
- 5월 18일: 벨기에의 오이엔 마르메디가 독일에 복귀
- 5월 20일: 독일군이 도버 해협에 도달함
- 5월 27일: 영국군의 됭케르크 철수 작전 시작
- 5월 28일: 벨기에가 독일군에 항복함
- 6월 4일: 됭케르크 전투로 19만 8000명의 영국군과 14만 명의 프랑스군과 벨기에군이 철수함
- 6월 10일: 노르웨이가 독일군에 항복함
- 6월 10일: 이탈리아가 영국과 프랑스에 선전 포고를 함
- 6월 14일: 독일군이 프랑스 파리에 무혈 입성함
- 6월 22일: 프랑스 퐁피에뉴 숲에서 독일-프랑스 휴전 협정 조인
- 6월~8월: 독일 외무성이 유럽의 유대인들을 마다가스카르로 이송할 계획을 세움
- 7월 11일: 필리프 페탱이 프랑스 코르시카 및 비시에 비시 정부 수립
- 7월 19일: 히틀러가 소련 공격을 암시함

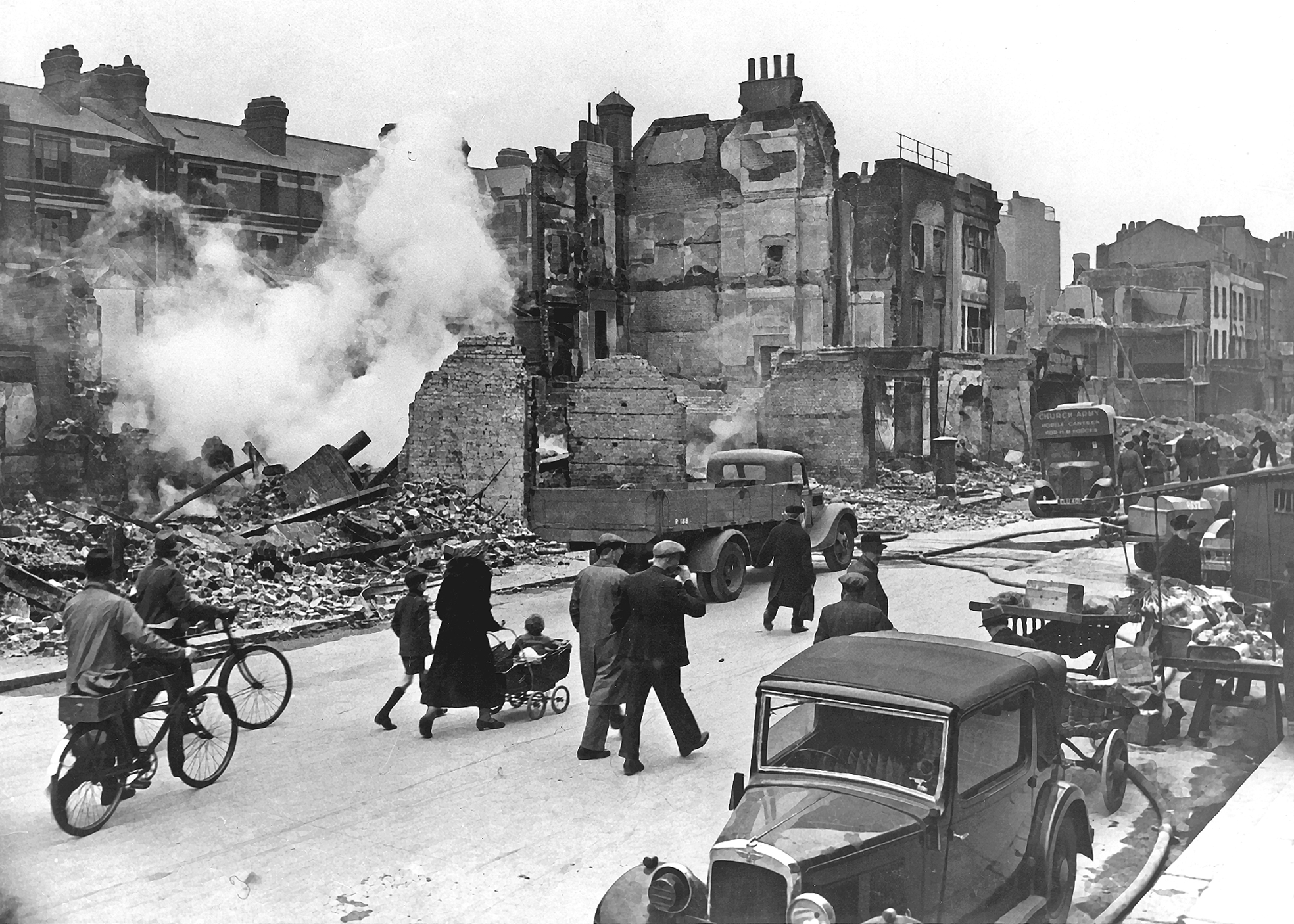
독일 공군에게 공습당한 영국 런던의 시내

- 8월 15일: 독일 공군이 영국을 공습함
- 9월 13일: 이탈리아군이 리비아에서 이집트를 침공함
- 9월 15일: 독일군이 브리튼 전투에서 영국 제공권을 타파하지 못하고 패퇴함
- 9월 16일: 이탈리아군이 시디 바라니 동쪽에 방어선을 구축함
- 9월 27일: 독일 베를린에서 독일, 이탈리아, 일본 3국 동맹 조인으로 베를린-로마-도쿄 추축 완성
- 10월 4일: 히틀러가 브렌나 고개에서 이탈리아 수상 베니토 무솔리니와의 회담으로 프랑스, 스페인 문제 합의
- 10월 12일: 히틀러가 영국 본토 상륙작전을 다음해 봄까지 연기 결정
- 10월 23일: 히틀러가 스페인의 독재자 프란시스코 프랑코와의 회담으로 스페인이 전쟁 참전을 반대
- 10월 24일: 히틀러가 필리프 페탱과의 몬트와르 회담으로 페탱이 대독일 협력 정책에 동의
- 10월 31일: 영국 공군이 브리튼 전투에서 915대의 전투기를 잃고 독일 항공기 1733대를 파괴함
- 11월: 이탈리아군의 그리스 침공 실패
- 11월 12일~11월 13일: 뱌체슬라프 몰로토프 소련 외상이 베를린에서 히틀러와 회담해 결렬
- 11월 20일: 헝가리가 3국 동맹에 가입함
- 12월 16일: 살룸이 영국군에 점령됨
- 12월 18일: 히틀러가 바르바로사 작전 실행 준비를 지령함

## 같이 보기
- 제2차 세계 대전 연표 (1941년)